# Sturmgeschütz III
Sturmgeschütz III або StuG III — німецька середня 75-мм штурмова гармата (штурмгешуц) часів Другої світової війни, розроблена на базі середнього танку Panzer III. Розроблялася, як легка самохідна артилерійська установка для безпосередньої вогневої підтримки піхоти на полі бою, проте, знайшла розповсюдження як ефективний засіб боротьби з броньованими бойовими машинами — винищувач танків.
Повна офіційна назва машини — Gepanzerte Selbstfahrlafette für Sturmgeschütz 7,5 cm Kanone. Штурмова гармата випускалася серійно в різних модифікаціях з 1940 по 1945 рік і стала наймасовішим зразком бронетехніки Вермахту (випущено 9 408 штурмових гармат).
StuG III активно використовувалися на всіх фронтах Другої світової війни та в цілому заслужували на добру оцінку німецького командування: до початку 1944 на рахунку StuG III було близько 20 000 знищених танків суперника.

### Відео
- The German War Files — StuG III And IV — Assault Guns (1/4)
- САУ ШТУГ 3 и ШТУГ 4 (Stug III–IV) (1/4) (рос.)
- StuG3 Late in Color [Архівовано 12 серпня 2014 у Wayback Machine.]
- Stug III inTali-Ihantala 1944 [Архівовано 4 березня 2014 у Wayback Machine.]
- Finnish Stug III [Архівовано 12 жовтня 2016 у Wayback Machine.]
- Stug III inTali-Ihantala 1944 (DVD Extra footage) [Архівовано 16 травня 2021 у Wayback Machine.]
- Sturmgeschütz III [Архівовано 1 листопада 2014 у Wayback Machine.]
- Stug III 2
- Stug IIIG